# Iriartella setigera
Iriartella setigera är en enhjärtbladig växtart som först beskrevs av Carl Friedrich Philipp von Martius, och fick sitt nu gällande namn av Hermann Wendland. Iriartella setigera ingår i släktet Iriartella och familjen Arecaceae. Inga underarter finns listade i Catalogue of Life.